# Muografia
A tomografia de múons ou muografia é uma técnica que utiliza múons de raios cósmicos para gerar imagens tridimensionais de volumes usando informações contidas na dispersão de Coulomb dos múons. Como os múons penetram muito mais profundamente do que raios X, a tomografia com múons pode ser usada para obter imagens através de materiais muito mais espessos do que a tomografia baseada em raios X, como a tomografia computadorizada. O fluxo de múons na superfície da Terra é tal que um único múon passa por uma área do tamanho de uma mão humana por segundo. 

## Etimologia e uso
A muografia foi nomeada por Hiroyuki K. M. Tanaka. Existem duas explicações para a origem da palavra "muografia": (A) uma combinação da partícula elementar múon e do grego γραφή ("desenho"), sugerindo o significado de "desenho com múons"; e (B) uma combinação abreviada de "múon" e "radiografia". Embora essas técnicas sejam relacionadas, elas diferem no fato de que a radiografia usa raios X para obter imagens do interior de objetos numa escala de metros, enquanto a muografia usa múons para obter imagens do interior de objetos na escala de hectômetros a quilômetros.